# 石川県立金沢女子専門学校
石川県立金沢女子専門学校（いしかわけんりつかなざわじょしせんもんがっこう）とは、かつて石川県金沢市泉本町にあった公立専修学校。「多様な就学・就業機会が提供される社会となった今日」「存在意義が薄れている」「私学連合会からも廃止について要望がある」ことをうけ、「県立としての役割を終えたものと判断」され2006年3月31日に閉校。

## 設置課程・学科
- 衛生専門課程
  - 栄養科

### かつてあった学科
- 服飾デザイン科[2]

## 所在地
- 石川県金沢市泉本町6丁目105番地

## 沿革
- 1968年4月 - 石川県立金沢中央高等学校に専攻科が設置される[3]。
- 1969年4月 - 専攻科を石川県立金沢家庭専門学校として発足[4][5]。金沢市泉野町ヨ125番地[6]にあった金沢市立工業高等学校旧校舎において開校[7]。
- 1970年12月 - 新校舎が落成して泉本町へ移転[7]。
- 1973年 - 石川県立金沢女子専門学校に改称[4]。
- 1999年 - 衛生専門課程栄養科を新設[要出典]。
- 2005年 - 学生募集停止。
- 2006年3月31日 - 閉校。

## アクセス
- 北陸鉄道石川線 野町駅から徒歩6分。